# Agnes Osazuwa
Agnes Osazuwa (née le 26 juin 1989 à Benin City) est une athlète nigériane spécialiste du 100 mètres et du 200 mètres. Elle fut médaillée de bronze aux Jeux olympiques d'été de 2008 à Pékin lors du relais 4 × 100 mètres.

## Palmarès
| Date | Compétition            | Lieu           | Résultat | Épreuve   | Temps   |
| ---- | ---------------------- | -------------- | -------- | --------- | ------- |
| 2008 | Jeux olympiques        | Pékin          | 2e       | 4 × 100 m | 43 s 04 |
| 2010 | Championnats d'Afrique | Nairobi        | 4e       | 100 m     | 11 s 33 |
| 2010 | Championnats d'Afrique | Nairobi        | 1re      | 4 × 100 m | 43 s 45 |
| 2010 | Coupe continentale     | Split          | 3e       | 4 × 100 m | 43 s 88 |
| 2011 | Championnats du monde  | Daegu          | 5e       | 4 x 100 m | 42 s 93 |
| 2011 | Jeux africains         | Maputo         | 1re      | 4 x 100 m | 43 s 34 |
| 2016 | Jeux olympiques        | Rio de Janeiro | 7e       | 4 x 100 m | 43 s 21 |

### Records
| Épreuve    | Performance | Lieu    | Date            |
| ---------- | ----------- | ------- | --------------- |
| 100 mètres | 11 s 33     | Nairobi | 29 juillet 2010 |
| 200 mètres | 23 s 75     | Kaduna  | 20 février 2009 |